# Aleksander Zubelewicz

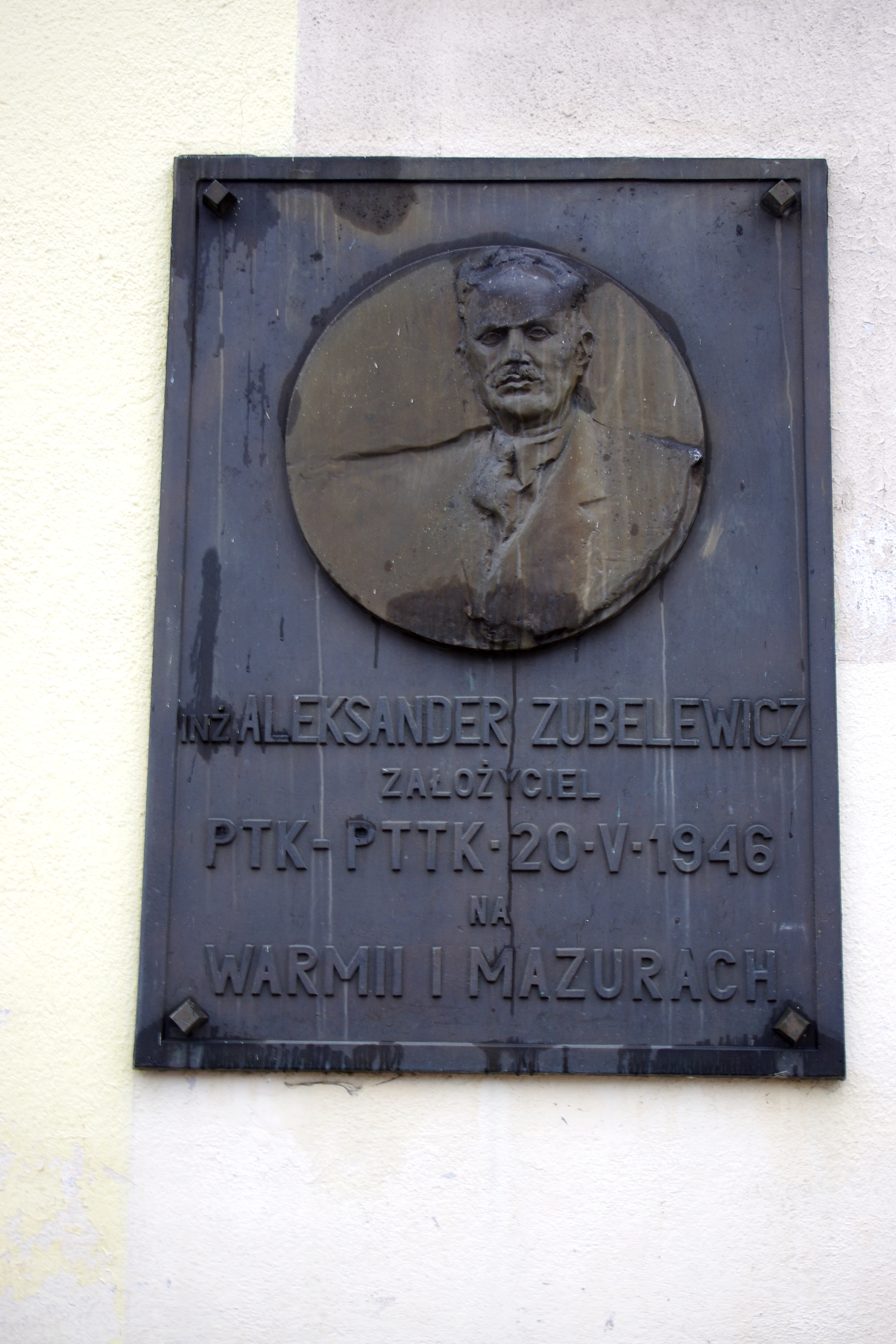
Tablica upamiętniająca działacza turystycznego na Warmii i Mazurach – inż. mgr. Aleksandra Zubelewicza w Olsztynie

Aleksander Zubelewicz (ur. 1890, zm. 1956) – polski działacz turystyczny, organizator Polskiego Towarzystwa Turystyczno-Krajoznawczego (PTTK) na terenie Warmii i Mazur.
Po II wojnie światowej przybył z Wilna do Olsztyna gdzie od lipca 1945 r., pełnił obowiązki dyrektora niedawno powołanego Powiatowego Zarządu Dróg. 20 maja 1946 r., doprowadził do powołania Polskiego Towarzystwa Krajoznawczego (PTK) na terenie Warmii i Mazur z siedzibą w Olsztynie, przekształconego w 1950 r., w Warmińsko-Mazurski oddział PTTK.
Ojciec wiceministra w różnych resortach Michała Zubelewicza.